# Санація (Польща)

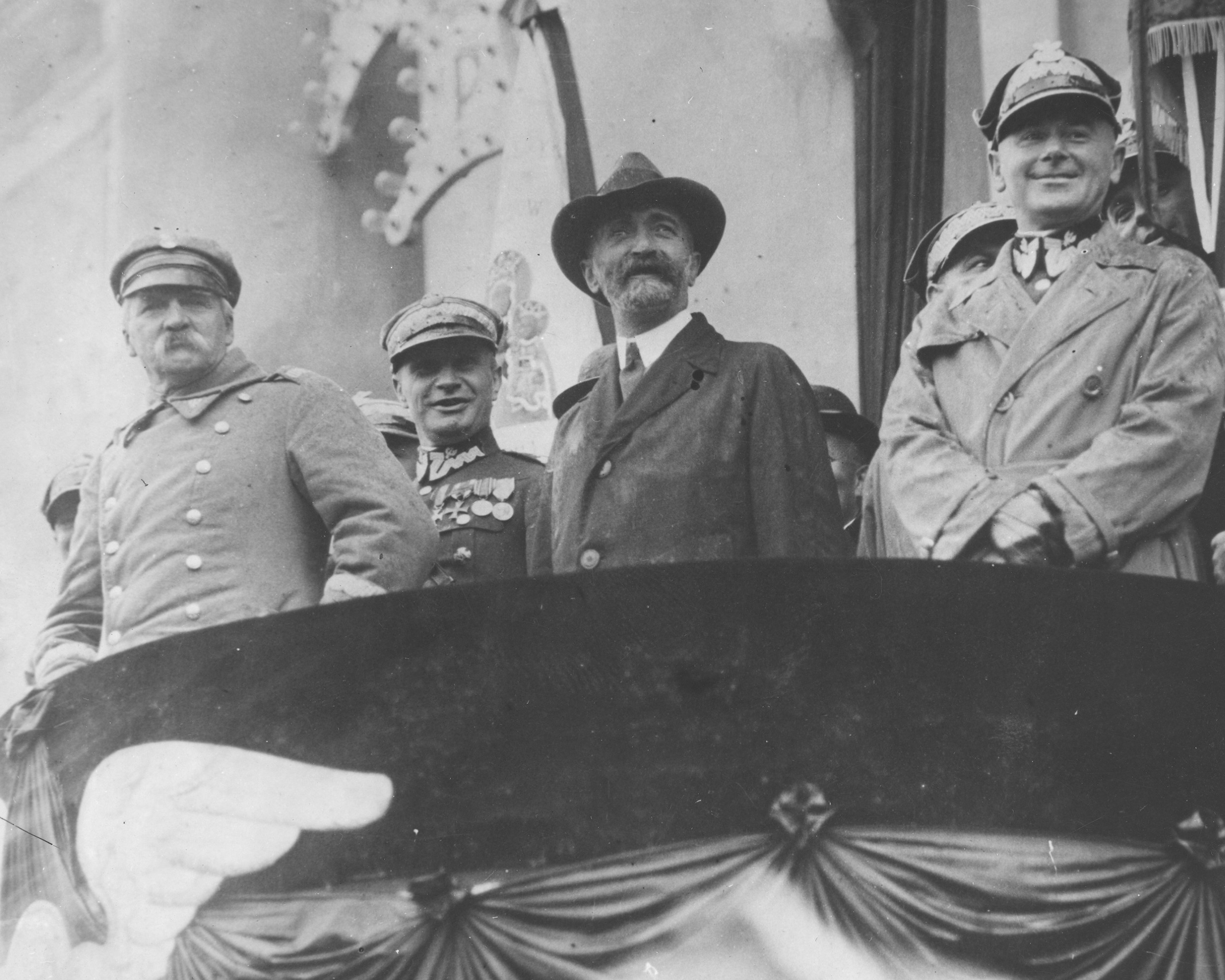
Попереду, зліва направо: Юзеф Пілсудський, Валерій Славек, Едвард Смігли-Ридз, 1930

Сана́ція (пол. Sanacja, вимовляється [saˈnat͡sja]; від. лат. sanatio — оздоровлення), також Санаційний режим, Санацизм — назва політичного режиму, що склався у Польщі в 1926—1939 роках.
Створений після травневого перевороту 1926 прибічниками Юзефа Пілсудського. Висував гасла оздоровлення суспільного життя країни шляхом згортання демократичних інститутів, обмеження прав парламенту і зміцнення виконавчої влади (президента, уряду). Домігся прийняття квітневої конституції 1935, яка закріплювала в країні напівавторитарний режим. Сформував політичну програму, основу якої склали ідеї солідаризму, визнання пріоритету держави в суспільному житті; допускав можливість існування легальної політичної опозиції, водночас поборював опозиційні партії та рухи, використовуючи при цьому і насильницькі методи боротьби з опонентами (Берестейський процес, створення концтабору Береза Картузька).
Санація об'єднувала діячів, що походили з різних ідейно-політичних угруповань та середовищ. Провідну роль у таборі «Санації» відігравало найближче оточення Ю. Пілсудського — В. Славек, А. Пристор, Б. Медзінський, Ю. Бек, К. Світальський, А. Коц, І. Мосціцький, Т. Голувко, Я. Єнджеєвич та ін. Провідною політичною організацією «Санації» був Безпартійний блок співпраці з урядом (ББВР; існував у 1928-35), на зміну якому у 1937 прийшов Табір національної єдності (ОЗН). Після смерті Ю.Пілсудського в таборі «Санації» посилилися фракційні тенденції. Наростало протистояння т.зв. замкової групи (лідери І. Мосціцький і Г. Квятковський), що стояла на консервативних позиціях, та групи Е. Ридза-Сміглого, що відстоювала ультранаціоналістичні, тоталітарні погляди. Частина ж колишніх співпрацівників Ю. Пілсудського — В. Славек, А. Пристор, К. Світальський — опинилася на узбіччі політичного життя.
«Санація» не виробила власної концепції та конкретної програми національної політики. Щодо непольських народів відстоювала концепцію т.зв. державної асиміляції: декларувала повагу прав національних меншин в обмін на їхнє лояльне ставлення до держави. У політичній практиці Санація проявлялася у посиленні функцій війська, школи та адміністрації як інструментів тиску на національні меншості. Логічним розвитком таких поглядів була масова репресивна акція уряду проти українців у Галичині восени 1930 (див. «Пацифікація у Галичині 1930»). Після часткової і тимчасової спроби порозуміння з українцями у 1935 («Нормалізація»), продиктованої значною мірою тактичними міркуваннями, у Санації стала переважати тенденція «зміцнення польського характеру держави». Програма, прийнята урядом на початку 1939, передбачала комплекс заходів, спрямованих на обмеження можливостей національного розвитку українського суспільного життя та поступової полонізації українського населення.